# پتلیاکوف په-۸
پتلیاکوف په-۸ (روسی: Петляков Пе-8) یک بمب افکن سنگین ساخت شوروی بود که قبل از جنگ جهانی دوم طراحی شد و تنها بمب افکن چهار موتوره اتحاد جماهیر شوروی در طول جنگ بود. این بمب افکن که در تعداد محدود تولید شد، برای بمباران برلین در اوت ۱۹۴۱ استفاده شد. با این حال، مأموریت اصلی آن حمله به فرودگاه‌ها، محوطه‌های راه‌آهن و دیگر تأسیسات داخلی آلمان در شب بود، اگرچه یکی از آنها برای پرواز کمیسر خلق امور خارجه (وزیر امور خارجه) ویاچسلاو مولوتوف از مسکو به ایالات متحده آمریکا در سال ۱۹۴۲ استفاده شد.

## تاریخچه

### توسعه و طراحی (۱۹۳۴–۱۹۳۶)
پروژهی Pe-8 (با نام اولیهی ANT-42 یا TB-7) در اواسط دههی ۱۹۳۰ توسط دفتر طراحی پتلیاکوف تحت نظارت آندری توپولف آغاز شد. هدف ساخت یک بمبافکن سنگین دوربرد با قابلیت حمل بار مفید بالا و سرعت مناسب برای فرار از جنگندههای دشمن بود. طراحی اولیه شامل چهار موتور قدرتمند Mikulin AM-34FRN و بدنهی تمامفلزی بود که در آن زمان پیشرفته محسوب میشد. اولین پرواز آزمایشی در دسامبر ۱۹۳۶ انجام شد، اما مشکلات فنی موتورها و سیستمهای خنککننده باعث تأخیر در تولید انبوه شد.  اولین پرواز آزمایشی در دسامبر ۱۹۳۶ انجام شد.

### تولید محدود (۱۹۳۹–۱۹۴۴)
با وجود برنامهریزی برای تولید انبوه، Pe-8 هرگز بهطور گسترده ساخته نشد. تنها ۹۳ فروند از این بمبافکن تولید شد که دلیل آن مشکلات صنعتی اتحاد شوروی در دوران جنگ جهانی دوم، کمبود موتورهای مناسب و اولویت دادن به جنگندهها و بمبافکنهای کوچکتر مانند Il-2 بود. برخی از مدلها با موتورهای Diesel Charomskiy M-40 یا شعاعی Shvetsov M-82 آزمایش شدند، اما این تغییرات نیز نتوانستند قابلیت اطمینان هواپیما را بهبود بخشند.  

### نقش در جنگ جهانی دوم (۱۹۴۱–۱۹۴۵)
Pe-8 عمدتاً در عملیاتهای استراتژیک علیه اهداف آلمان نازی استفاده شد، از جمله بمباران برلین در اوت ۱۹۴۱. این بمبافکنها در حملات شبانه به زیرساختهای صنعتی و نظامی آلمان، مانند کارخانههای اسلحهسازی در کونیگزبرگ، نقش داشتند. با این حال، تعداد کم و مشکلات مکانیکی باعث شد تأثیر کلی آنها در جبههی شرق محدود باشد. برخی از هواپیماها نیز برای انتقال مقامات بلندپایهی شوروی (مانند وزیر خارجهی مولوتوف در سفر به بریتانیا و آمریکا در ۱۹۴۲) استفاده شدند.  

### بازنشستگی (پس از ۱۹۴۵)
پس از جنگ، Pe-8 بهسرعت از خدمت خارج شد، زیرا بمبافکنهای جدیدتر مانند توپولف Tu-4 (کپیبرداری از B-29 آمریکایی) جایگزین آن شدند. امروزه تنها یک فروند نمونهی ناقص از Pe-8 در موزهی نیروی هوایی مونیخ آلمان نگهداری میشود.